# Paris Hilton (fragancia)
Paris Hilton es una fragancia para mujeres y hombres de Parlux Fragrances, y es el primer perfume de ser aprobado por Paris Hilton, seguido de Just Me y Can Can.
La fragancia es hecha con una mezcla de manzana congelada, néctar de durazno, fresia, mimosa, jazmín, sándalo, ylang ylang, aunuse, y musgo de roble.
Las notas superiores de la fragancia para hombre son aire de cielo, hojas de higo, y mango verde. Las notas medias son salvia blanca, yema de enebro y albahaca. La nota de base son cedro de Marruecos, pepino, y ámbar.